# Campionati europei di short track 2019
I Campionati europei di short track 2019 sono stati la 23ª edizione della competizione organizzata dall'International Skating Union. Si sono svolti dall'11 al 13 gennaio 2019 presso lo Sportboulevard di Dordrecht, nei Paesi Bassi.

## Nazioni partecipanti
Hanno preso parte alla competizione 125 atleti, provenienti da 24 differenti nazioni.
- Austria (2)
- Belgio (6)
- Bosnia ed Erzegovina (1)
- Bielorussia (8)
- Bulgaria (3)
- Croazia (6)
- Rep. Ceca (6)
- Francia (9)
- Gran Bretagna (7)
- Germania (6)
- Ungheria (9)
- Irlanda (2)
- Israele (1)
- Italia (9)
- Lettonia (4)
- Lussemburgo (1)
- Paesi Bassi (10)
- Polonia (9)
- Russia (10)
- Slovenia (1)
- Serbia (1)
- Slovacchia (2)
- Turchia (4)
- Ucraina (8)

## Podi

### Donne
| Evento                          | Oro                                                                                             | Tempo    | Argento                                                                                                  | Tempo    | Bronzo                                                                 | Tempo    |
| 500 metri (dettagli)            | Natalia Maliszewska                                                                             | 42"842   | Martina Valcepina                                                                                        | 43"241   | Lara van Ruijven                                                       | 43"507   |
| 1000 metri (dettagli)           | Sof'ja Prosvirnova                                                                              | 1'29"045 | Tifany Huot-Marchand                                                                                     | 1'29"101 | Elise Christie                                                         | 1'29"247 |
| 1500 metri (dettagli)           | Suzanne Schulting                                                                               | 2'29"181 | Elise Christie                                                                                           | 2'29"416 | Sof'ja Prosvirnova                                                     | 2'29"706 |
| 3000 metri (dettagli)           | Suzanne Schulting                                                                               | 5'06"350 | Hanne Desmet                                                                                             | 5'07"438 | Elise Christie                                                         | 5'07"904 |
| Staffetta 3000 metri (dettagli) | Paesi Bassi Rianne de Vries Suzanne Schulting Yara van Kerkhof Lara van Ruijven Tineke den Dulk | 4'09"396 | Russia Ekaterina Efremenkova Ekaterina Konstantinova Emina Malagich Sofia Prosvirnova Evgeniya Zakharova | 4'10"446 | Ungheria Sára Luca Bácskai Petra Jászapáti Marta Knoch Barbara Somogyi | 4'14"412 |
| Classifica generale (dettagli)  | Suzanne Schulting                                                                               | 76 pt.   | Sof'ja Prosvirnova                                                                                       | 57 pt.   | Elise Christie                                                         | 47 pt.   |

### Uomini
| Evento                          | Oro                                                                           | Tempo    | Argento                                                                  | Tempo    | Bronzo                                                                                        | Tempo    |
| 500 metri (dettagli)            | Shaoang Liu                                                                   | 41"120   | Shaolin Sándor Liu                                                       | 41"202   | Pavel Sitnikov                                                                                | 41"338   |
| 1000 metri (dettagli)           | Semën Elistratov                                                              | 1'24"624 | Shaolin Sándor Liu                                                       | 1'24"702 | Denis Ayrapetyan                                                                              | 1'24"816 |
| 1500 metri (dettagli)           | Shaolin Sándor Liu                                                            | 2'13"579 | Shaoang Liu                                                              | 2'13"665 | Semën Elistratov                                                                              | 2'13"740 |
| 3000 metri (dettagli)           | Yuri Confortola                                                               | 4'43"014 | Vladislav Bykanov                                                        | 4'44"701 | Shaoang Liu                                                                                   | 4'46"026 |
| Staffetta 5000 metri (dettagli) | Ungheria Csaba Burján Cole Krueger Shaoang Liu Sándor Liu Shaolin Alex Varnyú | 6'54"168 | Paesi Bassi Daan Breeuwsma Jasper Brunsmann Itzhak de Laat Dennis Visser | 6'54"249 | Russia Denis Ayrapetyan Semën Elistratov Alexander Shulginov Pavel Sitnikov Konstantin Ivliev | 6'59"609 |
| Classifica generale (dettagli)  | Shaolin Sándor Liu                                                            | 84 pt.   | Shaoang Liu                                                              | 71 pt.   | Semën Elistratov                                                                              | 55 pt.   |

## Medagliere
| Pos.   | Nazione       | Oro | Argento | Bronzo | Totale |
| ------ | ------------- | --- | ------- | ------ | ------ |
| 1      | Ungheria      | 4   | 4       | 2      | 10     |
| 2      | Paesi Bassi   | 4   | 1       | 1      | 6      |
| 3      | Russia        | 2   | 2       | 6      | 10     |
| 4      | Italia        | 1   | 1       | 0      | 2      |
| 5      | Polonia       | 1   | 0       | 0      | 1      |
| 6      | Gran Bretagna | 0   | 1       | 3      | 4      |
| 7      | Belgio        | 0   | 1       | 0      | 1      |
| 7      | Francia       | 0   | 1       | 0      | 1      |
| 7      | Israele       | 0   | 1       | 0      | 1      |
| Totale | Totale        | 12  | 12      | 12     | 36     |